# Pterartoria
Pterartoria là một chi nhện trong họ Lycosidae.